# Krasnopillea, Berezanka
Krasnopillea (în ucraineană Краснопілля) este o comună în raionul Berezanka, regiunea Mîkolaiiv, Ucraina, formată numai din satul de reședință.

## Demografie
Componența lingvistică a comunei Krasnopillea
     Ucraineană (96,78%)
     Rusă (2,4%)
     Alte limbi (0,74%)
Conform recensământului din 2001, majoritatea populației comunei Krasnopillea era vorbitoare de ucraineană (96,78%), existând în minoritate și vorbitori de rusă (2,4%).